# 1119 Euboea
1119 Euboea är en asteroid i huvudbältet som upptäcktes den 27 oktober 1927 av den tyske astronomen Karl Wilhelm Reinmuth. Dess preliminära beteckning var 1927 UB. Den namngavs senare efter Euboia, den näst efter Kreta största ön i den grekiska skärgården.
Euboeas senaste periheliepassage skedde den 29 augusti 2019.[Uppdatering behövs] Fotometriska observationer 2007 har gett vid handen att asteroiden har en rotationstid på 11,41 ± 0,201 timmar, med en variation i ljusstyrka av 0,5 ± 0,02 magnituder.